# Hedyotis symphyllarionoides
Hedyotis symphyllarionoides är en måreväxtart som beskrevs av Colin Ernest Ridsdale. Hedyotis symphyllarionoides ingår i släktet Hedyotis och familjen måreväxter.
Artens utbredningsområde är Vietnam. Inga underarter finns listade i Catalogue of Life.